# Et nous voilà ce soir
 (mai 2025).
Motif : Absence de sources
- Archive Wikiwix
- Bing
- Cairn
- DuckDuckGo
- E. Universalis
- Gallica
- Google
- G. Books
- G. News
- G. Scholar
- Persée
- Qwant
- (zh) Baidu
- (ru) Yandex
- (wd) trouver des œuvres sur Wikidata

| 1. | Préciser le motif de la pose du bandeau. | Précisez le motif de la pose du bandeau en utilisant la syntaxe suivante : {{admissibilité à vérifier\|date=mai 2025\|motif=remplacez ce texte par le motif}}                              |
| 2. | Informer les utilisateurs concernés.     | Pensez à avertir le créateur de l'article, par exemple, en insérant le code ci-dessous sur sa page de discussion : {{subst:avertissement admissibilité à vérifier\|Et nous voilà ce soir}} |

Et nous voilà ce soir est un roman-témoignage écrit par le critique d'art et écrivain Alain Georges Leduc en 2004.

## Entre galère et solidarité
En toile de fond, dans cette région d'Hénin-Carvin toujours en mal de crise et de reconversion, il y avait l'Usine, le Combinat qui se mourait lentement mais sûrement.
Il y avait aussi la fête, le championnat de 'kayak-polo', ce sport de polo aquatique assez peu répandu. Xavier Vercoutter, le néophyte de l'équipe, sortait de convalescence, soigné à l'hôpital Saint-Louis à Paris pour de graves brûlures. Ici, on rencontre beaucoup de déshérités qui se rencontrent dans les lieux de socialisation. À Carvin, ce 28 octobre 2002, les travailleurs sociaux de la CAF essaient de bien faire un travail pourtant très difficile. Muriel Renaudie, une femme qui a encore ‘une conscience politique’, s’occupe des plus pauvres, des surendettés… Il y a aussi les deux copines Zou et Zohra, pas toujours d’accord mais si proches. eux jeunes femmes modernes, des complices, l'une voilée, l'autre non. « Il y a des vies entières vouées à des gestes inachevés, perdus... Noyés dans l'oubli. Les femmes ont pour les offrir des valeurs d'intuition. » L'alphabétisation, c'est d'abord de l'intégration, être avec les autres, pouvoir lire le journal et jouer au tiercé avec les copains.
Retour sur Xavier Vercoutter. Un parcours somme toute assez banal, descolarisé, allant de stages en petits boulots, rattrapé par la fauche et la drogue; un homme que la vie n'avait pas ménagé. Peu à peu, il s'était reconstruit, regardant vers l'avenir, empoignant les pagaies de son canoë. La famille des cabossés de la vie s'agrandit. Elles sont trois, une ouvrière en chocolaterie, une petite main, une aide ménagère, « elles sont là, qui ont été diversement brisées. » Jeanne Hébutherne la championne en confection, Béatrice qu'on appelle Eddy parce qu'elle est fan d'Eddy Mitchell, qui passe du coq à l'âne sans raison et Andréa toujours pimpante, qui s'habille d'un rien.
Marion Cosculluela a connu l'alcool comme une drogue dure, plusieurs tentatives de sevrage; elle en a gardé comme des absences et des moments de déprime, la rechute toujours présente, toujours possible. Comme bénévoles, Zou et Zohra avaient de quoi faire avec ces femmes seules, livrées à elles-mêmes, dépassées par leurs difficultés : préalphabétisation, lutte contre l'échec scolaire, contre l'exclusion, contre l'obésité, incitation au sport, à devenir 'employables' et à rechercher un emploi...
Cette vie précaire, c'est aussi la solidarité, sept femmes qui avec Zohra préparent le buffet, disposent les victuailles pour la réunion prévue au centre social.
La vie de Myriam Nocquet, c'est un parcours du combattant, un jeu de l'oie où toutes les cases sont perdantes, un mélo pour un auteur en mal d'inspiration. Et pourtant elle tient, redonnant même confiance à sa fille handicapée qui a repris une existence (presque) normale. Une leçon de vie. Par une belle journée, elles vont à la fête aux 'deux deuches' où va aussi Jeanne Hébutherne qui a « des paillettes » en elle depuis qu'elle a fini sa cure.

## Au plus profond du réel
Retour à l'Usine, au Combinat. Ça va mal : 657 emplois directs supprimés, catastrophe pour la région, drame pour les intéressés... sans emploi, sans-travail, bientôt sans-ressources. Pour eux, raillait Sandrine, on utilise des euphémismes tels que 'personnes en difficultés' ou 'public déshérité'. Les responsables, eux, n'étaient plus joignables : une volée de moineaux, évaporée dans un paradis fiscal. Il reste la présence rassurante de l'autre, les discussions sans fin au club de prévention, une chaleur qui rassure et fait reculer la prégnance du quotidien. Il reste aussi le temps de la lassitude pour Isabelle, celui de la dépression pour Béatrice-Eddy et sa tentative de suicide, pour Myriam qui replonge dans la maladie.
D'autres vies brisées encore, ça ne manquait pas ici. « Dans chaque adulte, un gosse en souffrance continue de réclamer son dû. Un enfant vieilli c'est déjà un vieil adulte. » Aujourd'hui, on oubliait tout, on préparait la fête : des tableaux sur Les quatre saisons de Vivaldi, chorégraphie, décors, costumes...
Ils avaient beaucoup manifesté contre la fin annoncée de l'Usine, avec toutes les formes possibles de lutte : les journées portes ouvertes, les opérations 'escargot', même les produits polluants jetés dans la Deûle. Mais que faire contre cette logique économique présentée comme une fatalité ? Arracher quelques pauvres avantages, recevoir quelques miettes supplémentaires. « Le monde chaotique et merveilleux dans lequel nous vivons » écrit l'auteur. Dans la batellerie aussi la situation s'est dégradée depuis la dérégulation, la fin de la criée. « Nous vivons une époque vulgaire, immonde, soumise au règne de l'argent et de la télévision. »

Un livre qui nous plonge « au plus profond du réel » comme dit Alain Georges Leduc.